# 도 (성씨)
도(都, 陶)씨는 중국 및 한국의 성씨이다.

## 도읍 도 都
도(都)씨는 2015년 대한민국 통계청 인구주택총조사에서 56,850명으로 조사되어, 한국의 성씨 인구 66위이다. 본관은 성주(星州) 단본이다.
성주 도씨(星州 都氏)는 도진(都陳)이 고려 창업에 공훈을 세우고 성산부원군(星山府院君)에 봉해졌다고 한다. 그러나 선계가 실전되어 고려 명종 때 전리상서(典理尙書)를 역임한 도순(都順)을 기세조로 하여 세계를 이어왔다.
6세손 도길부(都吉敷)가 고려 말 찬성사(贊成事)에 올랐다. 도길부의 아들 도응(都膺)도 고려 말 찬성사(贊成事)를 지내고, 조선이 건국 후 상장군에 임명됐으나 불사이군(不事二君)의 충절을 지켰다. 조선시대 문과 급제자 16명을 배출하였다.

## 질그릇 도 陶

#### 중국
중국 도(陶:Tao)씨는 여러 가지 계통이 있다. 첫 번째 전설시대 요임금에서 계출되었고, 두 번째는 주나라 관직에서 나왔다고 한다. 소수민족으로는 금백족(今白), 태족(傣), 경족(京), 묘족(苗), 요족(瑶), 이족(彝), 포랑족(布朗), 몽고(蒙古)족, 석백이(锡伯尔)족에서 계출된 도(陶:Tao)씨도 있다. 만주(满族) 지역의 도가(陶佳)씨, 탁화라(托和罗)씨, 토음(吐钦)씨, 몽토(古隆)씨 탁고이(托库尔)씨에서 도(陶)씨로 창성하였다.
인물로는 중국 동진(東晋) 말기부터 남조(南朝)의 송대(宋代) 초기의 시인 도연명(陶淵明, 365 ~ 427), 한(漢)나라의 재상 도청(陶靑), 도겸(陶謙), 도곡(陶穀) 등이 있다.

#### 한국
도(陶)씨는 2015년 대한민국 통계청 인구주택총조사에서 1,037명으로 조사되었다. 충렬왕(忠烈王)조 환관으로 낭장(郞將)을 지낸 도성기(陶成器)가 《고려사》에 기록되어 있다.
본관은 순천(順川), 풍양(豊壤), 남양(南陽), 청주(淸州), 유곡(楡谷), 별량(別良), 죽청(竹靑), 경주(慶州), 병양(兵陽), 밀양(密陽) 등이 《조선씨족통보(朝鮮氏族統譜)》에 나타나 있다.
순천 도씨(順天 陶氏)의 시조(始祖) 도구원(陶球元)은 원(元)나라의 진사(進士)로서 1296년(충렬왕 22) 원(元)나라 공주를 배행(陪行)해서 고려(高麗)에 들어온 후 순천(順天)에 정착하여 살았다고 한다. 《세종실록지리지》에 전라도 순천도호부 죽청(竹靑)과 별량(別良)의 성(姓)으로 도(陶)씨가 기록되어 있다. 2015년 인구는 829명이다.

## 길 도 道
도(道:Dao)씨는 중국 여음(汝陰)에서 계출된 성씨라고 한다.
도(道)씨 2015년 대한민국 통계청 인구조사에서 35명으로 조사되었다. 1930년 국세조사 때 제주도에 1가구가 나타났다.

## 참고
베트남에는 두(杜)씨가 광둥어, 민난어로 '도'로 발음된다.

## 같이 보기
- 都姓
- 陶姓
- 涂姓
- 凃姓